# Классификация кораблей по номеру вымпела
Классификация кораблей по номеру вымпела — способ классификации по буквенно-цифровому обозначению, присваиваемому кораблю на все время службы. Возникла в Великобритании, распространилась на многие другие флота. Американским аналогом является классификация по бортовому номеру.
В современных ВМС Великобритании и других флотах Европы и Содружества наций корабли классифицируются по номеру вымпела. Название идет от способа определять принадлежность корабля к флотилии или определенному типу по его вымпелу (или флагу). Например, в британском флоте — красный флаг с косицами для торпедных катеров, флаг «Хотэл» (H) для контрминоносцев. Вымпел в сочетании с номером составляли уникальный идентификатор для каждого корабля. Так и современный номер вымпела состоит из буквенной и цифровой части. Если буквенный код является префиксом, в западной системе он называется англ. flag superior, если суффиксом — англ. flag inferior. В некоторых случаях номера не имеют префикса (англ. no flag superior).
Для классификации ВМС США смотри Классификации кораблей ВМС США

## Система ВМС Великобритании
Система была принята перед Первой мировой войной, для различения кораблей со сходными названиями, для сокращения и кодирования сообщений при связи и чтобы облегчить распознавание кораблей одного типа при совместном плавании. По традиции номер включал точку «.» между литерой и цифровой частью, хотя постепенно от этого отказались. Фотографии межвоенного периода, начиная с 1924 года показывают номера на борту без точки. Система была единой для всех флотов Британской империи, так что корабль мог передаваться из одного флота в другой без смены номера.
Первоначально номер вымпела присваивался каждым из территориальных командований («станций»), и со сменой станции корабль получал новый номер. Затем Адмиралтейство взяло дело в свои руки, и в 1910 был составлен первый «Список вымпелов» (англ. Naval Pennant List), где корабли группировались под отличительными флагами по типу. Дополнительно, корабли 2-го и 3-го флотов (то есть резервных) имели второй вымпел, обозначавший флотский экипаж (англ. naval depot), из которого они комплектовались: «C» — Чатем, «D» — Девонпорт, «N» — Нор, «P» — Портсмут. Эсминцам вначале присваивался префикс «H», но поскольку он допускал всего сто комбинаций, с H00 по H99, им стали присваивать также «G» и «D». В случае потери корабля его номер передавался новому.
Часто префикс целого класса менялся, а номера внутри него сохранялись. Например, в 1940 г Королевский флот поменял местами литеры «I» и «D» (например, D18 стал I18, а I18 стал D18), а в 1948 «K», «L» и «U» превратились в «F»; там где требовалось избежать повторений, перед номером добавили «2».
В 1970-е годы флот перестал наносить номера на подводные лодки на том основании, что с появлением атомных ПЛ они стали проводить очень мало времени на поверхности. Однако номера лодкам по-прежнему присваиваются.
Фрегату «Ланкастер» (англ. HMS Lancaster) исходно был присвоен номер F232, пока кто-то не вспомнил, что в Королевском флоте форма 232 — это официальный рапорт о посадке на мель. Чтобы не возбуждать традиционно суеверных моряков, номер срочно сменили на F229.

### Вторая мировая война

#### Номера без префикса
(номер 13 не присваивался)
- Крупные корабли (линкоры), авианосцы, крейсера

#### Номера с префиксом
Номер 13 не присваивался. Литеры «J» и «K» имели трехзначные номера из-за многочисленности классов.
- D — Эсминец (до 1940 г.), Крупный корабль (линкор, авианосец, крейсер) (с 1940)
- F — Эсминец (до 1940 г.), 
  - Вспомогательный крейсер (с 1940 г.)
- G — Эсминец (после 1940 г.)
- H — Эсминец
- I — Линейный корабль, авианосец, крейсер (до 1940 г.), Эсминец (с 1940 г.)
- J — Минный тральщик
- K — Корвет, фрегат
- L — Эскортный эсминец, шлюп (до 1941)
- M — Миноносец
- N — Минный тральщик
- P — Сторожевой корабль (до 1939 г.)
- R — Эсминец (с 1942 г.), шлюп
- T — Речная канонерская лодка
- U — Шлюп (с 1941 г.)
- X — Корабль специального назначения
- 4 — Вспомогательный корабль ПВО
- FY — Рыболовное судно (переоборудованный траулер, дрифтер и т. д.)

#### Номера с суффиксом
Номера с суффиксом присваивались подводным лодкам. Британские лодки типов «H» и «L», а также некоторые, полученные от США по ленд-лизу, не имели названий, а только номера. В этом случае номер вымпела представлял собой просто инверсию порядкового номера внутри типа (то есть двадцать четвертая лодка типа «L», L24 получала номер 24L). Предвоенные фото показывают номера правильно, с суффиксами, но во время войны появляется тенденция наносить номера «задом наперед», то есть ставить суффикс на место префикса, хотя номер вымпела не менялся.
По очевидным причинам литера «U» не присваивалась — в стремлении избежать путаницы с немецкими лодками (нем. U-boot). То же относится и к литере «V». Номера с 00 по 10, 13, а также заканчивающиеся нулем, с суффиксами не использовались.
- C прибрежные (англ. Coastal) — подводные лодки типа U (довоенной постройки)
- F (англ. Fleet) — подводные лодки типа «Ривер» (англ. River class)
- H — подводные лодки типа H
- L — подводные лодки типа L
- M подводные минные заградители (англ. Minelayer) — подводные лодки типа Grampus
- N — Подводные лодки типа U
- P — подводные лодки типов O (англ. Odin class) и P (англ. Parthian class)
  - 31P— подводные лодки типа U (военной постройки), и типа V
  - 211P по 299P — подводные лодки типа S (военной постройки)
  - 311P по 399P— подводные лодки типа T
  - 411P по 499P— подводные лодки типа A (англ. Amphion class)
  - 511P по 599P— американские лодки, полученные по ленд-лизу
  - 611P по 699P— реквизированные лодки, исходно строившиеся на экспорт
  - 711P по 799P— подводные лодки, захваченные у противника
- R — подводные лодки типа R (англ. Rainbow class)
- S — подводные лодки типа S (довоенной постройки)
- T — подводные лодки типа Т (довоенной постройки)

### Начиная с 1948 г.
В 1948 году ВМС Великобритании реорганизовали систему вымпелов. С этого времени префикс указывал на класс корабля. Литеры «F» и «A» имели двух- или трехзначные номера, «L» и «P» до четырех знаков. Номер 13 по-прежнему не присваивался. Так, после десантного корабля-дока «Океан» (HMS Ocean) — номер L12, следует «Альбион» (HMS Albion) — номер L14.
- A — вспомогательное судно (англ. Auxiliaries); суда вспомогательных сил: англ. RFA, RMAS, RNAS, включая плавучие казармы, боновые заградители и т. д.
- B — линкор
- C — крейсер
- D — эсминец
- F — фрегат (бывший эскортный эсминец, шлюп, или корвет)
- H — гидрографическое судно
- L — десантный корабль
- M — тральщик
- N — минный заградитель (в строю больше не осталось, соответственно не используется)
- P — миноносец, торпедный катер (патрульный катер)
- R — авианосец
- S — подводная лодка
- Y — яхта

- K — другие; например корабль исследований морского дна HMS Challenger (K07) или HMS Lofoten (K08)

### Натрубные марки

#### 1925—1939
Начиная с 1925 года флагманские корабли флотилий не несли присвоенные им номера. Вместо этого на переднюю трубу наносилась широкая полоса, примерно 120 см (4 фт) шириной. Флагманы дивизионов несли как номер, так и 2 полосы вдвое уже, на передней трубе примерно в 90 см (3 фт) от верхнего среза. Средиземноморский флот имел черные полосы, а Атлантический (позже — Флот метрополии) белые. Каждая флотилия несла свою отличительную марку на кормовой трубе. С 1925 г марки были следующие:
- 1-я флотилия эсминцев — одна черная полоса
- 2-я флотилия эсминцев — две черные полосы (с 1935 одна красная)
- 3-я флотилия эсминцев — три черные полосы
- 4-я флотилия эсминцев — без марки
- 5-я флотилия эсминцев — одна белая полоса
- 6-я флотилия эсминцев — две белые полосы
- 8-я флотилия эсминцев (с 1935) — одна черная и одна белая полоса

#### После 1939
С передачей флоту в 1939 году однотрубных эсминцев типа J, и ростом числа флотилий (а значит, их номеров), система соответственно изменялась. Однотрубные корабли — флагманы флотилий несли трехфутовую полосу. Флагманы дивизионов несли вертикальную полосу шириной 2 фута и длиной 6 под маркой флотилии, того же цвета. Полосы Средиземноморского флота были красные, Флота метрополии — белые. Система приняла следующий вид:
- 1-я флотилия эсминцев (Средиземное море) — 1 красная, эсминцы типа G
- 2-я флотилия эсминцев (Средиземное море) — 2 красные, эсминцы типа H
- 3-я флотилия эсминцев (Средиземное море) — 3 красные полосы, позже нет, эсминцы типа I
- 4-я флотилия эсминцев (Средиземное море) — нет, эсминцы типа «Трайбл» (англ. Tribal class)
- 5-я флотилия эсминцев (Средиземное море) — нет, эсминцы типа K
- 6-я флотилия эсминцев (Флот метрополии) — 1 белая, эсминцы типа «Трайбл»
- 7-я флотилия эсминцев (Флот метрополии) — 2 белые, эсминцы типа J
- 8-я флотилия эсминцев (Флот метрополии) — 3 белые, эсминцы типа F
- 9-я флотилия эсминцев (Флот метрополии) — 1 черная и 2 белые, эсминцы типов V и W
- 10-я флотилия эсминцев (Флот метрополии) — нет, эсминцы типов V и W
- 11-я флотилия эсминцев (Западные подходы) — 1 черная ниже 2 красные, эсминцы типов V и W
- 12-я флотилия эсминцев (Росайт) — 1 белая, ниже 1 красная, эсминцы типа E
- 13-я флотилия эсминцев (Гибралтар) — 1 белая ниже 2 красные, эсминцы типов V и W
- 14-я флотилия эсминцев (Флот метрополии) — 1 красная ниже 1 черная, эсминцы типов V и W
- 15-я флотилия эсминцев (Росайт) — 1 красная ниже 2 черные, эсминцы типов V и W
- 16-я флотилия эсминцев (Портсмут) — 1 красная ниже 1 белая, эсминцы типов V и W
- 17-я флотилия эсминцев (Западные подходы) (с 1940) — 1 красная ниже 2 белые, эсминцы типа «Таун» (англ. Town class)
- 18-я флотилия эсминцев (Английский канал) — 1 белая и 1 черная, эсминцы типа A
- 19-я флотилия эсминцев (Дувр)— 1 белая ниже 2 черные, эсминцы типа B
- 20-я флотилия эсминцев (Портсмут) — 2 белые ниже 1 черная, эсминцы типа C
- 21-я флотилия эсминцев (Китайская станция) — 2 белые ниже 1 красная, эсминцы типа D

В начале войны полосы вышли из употребления. Корабли получили камуфляж, а потери, оперативные нужды и новые корабли нарушали однородность флотилий. Корабли направлялись туда и тогда, где и когда были нужны, часто составляя разнородные «эскортные группы», включавшие шлюпы, корветы, фрегаты и эскортные авианосцы. Некоторые эскортные группы приняли натрубные марки, другие, как Группа B7 несли на трубах буквенное обозначение.

#### После войны
После Второй мировой войны флотилии отличались уже не полосами, а большими металлическими номерами, навинченными на трубы. Однако их флагманы продолжали нести одну широкую полосу наверху трубы.

### Палубные коды
Авианосцы и другие корабли, использующие авиацию, имеют палубный код, нанесенный на полетной палубе или площадке, чтобы облегчить опознавание с воздуха. Он наносится так, чтобы был хорошо виден на подходе к кораблю. В Королевском флоте используются однобуквенные коды (как правило первая буква названия) для авианосцев и других крупных кораблей, и двухбуквенные для меньших. Двухбуквенные коды обычно являются мнемонической передачей названия корабля. Куда более многочисленные ВМС США используют в качестве палубных кодов цифровую часть бортового номера (системы, аналогичной номеру вымпела).
Некоторые палубные коды современного британского флота:
- RFA Argus — AS
- HMS Albion — A
- HMS Bulwark — B
- HMS Ocean — O
- HMS Invincible — N
- HMS Illustrious — L
- HMS Ark Royal — R
- HMS Intrepid — IS
- HMS Edinburgh — EH
- HMS York — YK
- HMS Manchester — MR

## Международная классификация по номеру вымпела
Некоторые европейские страны-члены НАТО и Содружества согласились ввести у себя классификацию принятую ВМС Великобритании. Система гарантирует что среди участвующих стран и тех кто присоединится позже, каждый корабль получает уникальный номер вымпела. США не участвовали в этой системе; их корабли используют классификацию по бортовому номеру.
Страны-участницы, и отведенные им интервалы номеров: 
- Австралия (с 1999 перешла на американскую классификацию по бортовому номеру)
- Бельгия — (9xx; M: 4xx)
- Дания — (N: 0xx; A/M/P: 5xx; F/S/Y: 3xx; L: 0xx)
- Франция — (R: 09x; C/D/S: 6xx; M/P/A: 6xx, 7xx; L: 9xxx)
- ФРГ — (D: 1xx; F: 2xx; M: 1xx, 26xx)
- Греция — (D/P: 0x, 2xx; A/F: 4xx; L/S/M: 1xx)
- Италия — (5xx; M/A: 5xxx; P: 4xx; L: 9xxx)
- Кения
- Малайзия
- Новая Зеландия
- Нидерланды (8xx; Y: 8xxx)
- Норвегия (F/S/M: 3xx; P: 9xx; L: 45xx)
- Польша
- Португалия (F/M: 4xx; S: 1xx; P: 11xx0)
- Испания (0x)
- Шри-Ланка
- ЮАР
- Турция (D/S: 3xx; F: 2xx; N: 1xx; A/M: 5xx; P: 1xx, 3xx, L: 4xx; Y: 1xxx)
- Великобритания (R: 0x; D: 0x & 1xx; F: 0x, 1xx, 2xx; S: 0x, 1xx; M: 0x, 1xx, 1xxx, 2xxx; P: 1xx, 2xx, 3xx; L: 0x, 1xx, 3xxx, 4xxx; A: любые)

Система номеров НАТО использует литеру Y (англ. yard) для буксиров, плавучих кранов, прамов, доков и тому подобных плавсредств.